# Virginio Cartosio
Virginio Cartosio (Cadidavid, 28 ottobre 1919 – ...) è stato un calciatore italiano, di ruolo terzino.

## Carriera
Cresciuto nella squadra veronese del San Michele Extra, ha disputato a Lodi con il Fanfulla il campionato di Serie B 1941-42, tra i cadetti ha esordito il 25 ottobre 1941 nella partita Fanfulla-Udinese (4-2), la stagione successiva ha giocato in Serie C con il Verona, vincendo il girone B, ma piazzandosi seconda nel girone finale alle spalle della Pro Gorizia ha mancato per un soffio la promozione